# Felice Farina
Pour les articles homonymes, voir Farina.
Felice Farina, né le 14 août 1954 à Rome et mort le 18 septembre 2023 dans la même ville, est un réalisateur italien.

## Biographie
Felice Farina naît à Rome et grandit dans le milieu du théâtre d'avant-garde romain. En tant qu'acteur, il développe son intérêt pour l'animation et les effets spéciaux optiques pour le cinéma.

### Carrière
À partir de 1980, il expérimente au cinéma la transition de l'imagerie traditionnelle à l'imagerie numérique, mélangeant des techniques analogiques et numériques. Dans les mêmes années il applique des éléments de « design technique et industriel » au domaine des arts, en mettant l'accent sur la relation entre l'art et la science et en collaborant à plusieurs projets d'art cinétiques et scientifiques.
Réalisateur, il dirige plusieurs documentaires et trois courts métrages avant son premier long métrage Il semble mort ? en 1986, (écrit avec Gianni Di Gregorio et Sergio Castellitto, qui en est également le protagoniste). 
Il réalise des films en développant à la fois la recherche sur le cinéma, et la composition d'images et de sons dans les nouveaux environnements virtuels. Son film Bidoni (1995) est le premier film italien réalisé dans l'environnement Avid Technology.
En 2014, son dernier film, Patria, (inspiré du best-seller d’Enrico Deaglio, Patria, 2009)  est sélectionné au Venice Film Festival Authors Days 2014,.
Il meurt le 19 septembre 2023 à Rome.

## Filmographie

### Cinéma
- 1986 : Il semble mort ? (Sembra morto... ma è solo svenuto)
- 1987 : Affetti speciali
- 1988 : Sposi (co-réalisation)
- 1991 : Condominio[4]
- 1992 : Ultimo respiro
- 1995 : Bidoni
- 2010 : La fisica dell'acqua
- 2014 : Patria

### Télévision
- 1989 : Stazione di servizio - TV
- 1991 : Felipe ha gli occhi azzurri
- 1996 : Il caso Bozano
- 1998 : Oscar per due
- 2000 : Nebbia in Val Padana

### Documentaires
- Il lago Trasimeno, TV
- I sassi di Matera, TV
- Il tratturo, TV
- La festa dei serpenti di Cocullo, TV
- La festa di Santa Gemma, TV
- Il Vesuvio, TV

## Récompenses et distinctions
- Festival du film italien d'Annecy (1986)
  - Mention spécial du jury pour Sembra morto... ma è solo svenuto (1986)
- Festival du film italien d'Annecy (1987)
  - Mention spécial du jury pour Affetti speciali (1986)
- Festival du film italien d'Annecy (1992)
  - Grand Prix pour Condominio (1991)
  - Prix du public pour Condominio (1991)
- Prix David di Donatello (1991)
  - David di Donatello du meilleur acteur dans un second rôle à Ciccio Ingrassia pour Condominio (1991)
- Mostra de Venise 1995 (1995)
  - Ciak d'Oro (prix spécial) pour Bidoni (1995)
- Mostra internazionale del Nuovo Cinema di Pesaro (2009)
  - Prix du public pour La fisica dell'acqua (2009)
- Festival du film de Busto Arsizio (2010)
  - Meilleur réalisateur pour La fisica dell'acqua (2010)